# مارغريت جيبسون (مجدفة)
مارغريت جيبسون (بالإنجليزية: Margaret Gibson)‏ هي مجدفة زيمبابوية، ولدت في 4 يناير 1961.

## وصلات خارجية
- مارغريت جيبسون على موقع أرشيف الدراجات (الإنجليزية)
- مارغريت جيبسون على موقع إحصائيات الدراجات الإحترافية (الإنجليزية)
- مارغريت جيبسون على موقع نسبة الدراجات (الإنجليزية)
- مارغريت جيبسون على موقع CycleBase (الإنجليزية)
- مارغريت جيبسون على موقع الاتحاد الدولي للتجديف (الإنجليزية)
- مارغريت جيبسون على موقع أوليمبيديا (الإنجليزية)